# Singles, Puy-de-Dôme

Singles este o comună în departamentul Puy-de-Dôme, Franța. În 1 ianuarie 2022 avea o populație de 154 de locuitori.